# 34e jaarlijkse conferentie van de G8

Kaart met de G8 landen in het groen gekleurd.

De 34e conferentie van de G8, de jaarlijkse bijeenkomst van de G8, de groep van de zeven rijkste industrielanden plus Rusland, heeft plaatsgevonden van 7 t.e.m. 9 juli 2008 op het Japanse eiland Hokkaido.

## Locatie

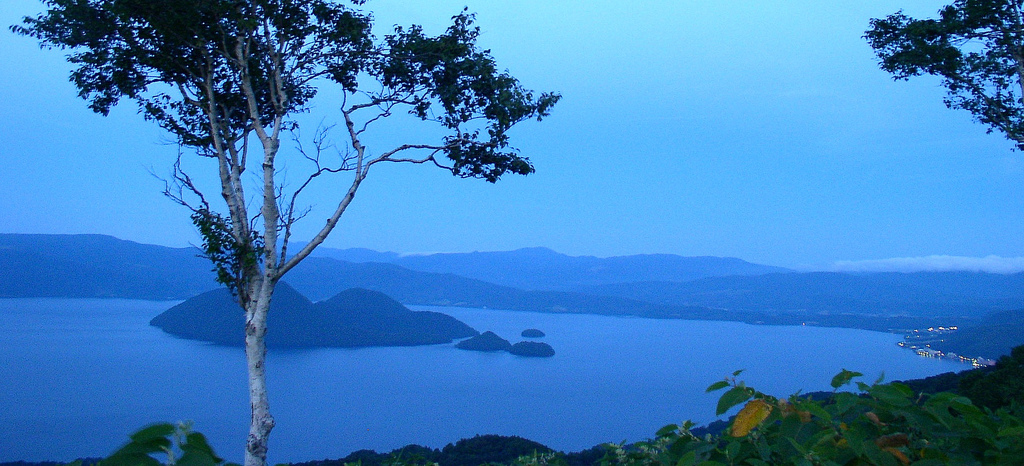
Nachtelijk zicht op Lake Toya

De conferentie heeft plaatsgevonden in Toyako, een afgelegen plaats op het meest noordelijke Japanse eiland, Hokkaido. Tokayo ligt aan de rand van Lake Toya, een vulkanisch meer, en is gekend omwille van haar warmwaterbronnen. De gesprekken hebben plaatsgevonden in het Windsor Hotel Toya, een hotel gelegen op een bergtop met uitzicht op het meer. De locatie werd gekozen omwille van de uitzonderlijke natuurlijke schoonheid van de omgeving en de kleine oppervlakte van het domein. Daarnaast werd ook rekening gehouden met de geïsoleerde ligging van de plaats, met oog op mogelijke protestacties voor of tijdens de topconferentie. Het dunbevolkte Tokayo werd de beste locatie bevonden om de veiligheid van zowel de staatshoofden als de bewoners te garanderen.

## Aanwezigen
Opmerking: dit is een voorlopige lijst. De samenstelling kan nog wijzigen.

### Permanente leden van de G8-landen
- Canada: Minister-president Stephen Harper
- Duitsland: Bondskanselier Angela Merkel
- Frankrijk: President Nicolas Sarkozy
- Italië: Eerste minister Romano Prodi
- Japan: Minister-president Shinzo Abe
- Rusland: President: Dmitri Medvedev
- Verenigd Koninkrijk: Eerste minister Gordon Brown
- Verenigde Staten: President George W. Bush

### Andere genodigden

#### Staatsleiders van deG8+5-landen
- Brazilië: President Luiz Inacio Lula da Silva
- India: Minister-president Manmohan Singh
- Mexico: President Felipe Calderón
- China: President Hu Jintao
- Zuid-Afrika: President Thabo Mbeki

#### Leiders van internationale organisaties
- Afrikaanse Unie: Jakaya Kikwete
- Gemenebest van Onafhankelijke Staten
- Europese Unie
  - Voorzitter van de Europese Commissie: José Manuel Barroso
  - Voorzitter van de Europese Raad: Frankrijk
- Internationaal Atoom Energie Agentschap
- Internationaal Energie Agentschap
- Verenigde Naties
- UNESCO
- Wereldbank
- Wereldgezondheidsorganisatie
- Wereldhandelsorganisatie

## Agenda
In afwachting van de officiële agenda voor de conferentie zijn voor, tijdens en na de vorige G8-top al enkele belangrijke kwesties op de agenda geplaatst. Het betreft de problematiek van de klimaatsveranderingen en de armoede in Afrika. Deze twee onderwerpen stonden ook reeds op de top in Heiligendamm in 2007 op de agenda.

### Klimaatverandering en duurzame energie
Op 20 maart 2007 maakt Agence France Presse bekend dat de Japanse Minister-president Abe aan zijn kabinet zal vragen om een pakket met maatregelen uit te werken die voorgelegd zullen worden op de bijeenkomst van de G8 die volgend jaar in Japan zal georganiseerd worden. De ministers uit de Japanse regering zullen overleggen over voorstellen voor een nieuw kader waarbinnen de deelname van de V.S. en China, de twee grootste producenten van broeikasgassen in de wereld, verzekerd is.
Minister-president Abe heeft ook reeds tijdens de G8-top in Heiligendamm de leiding genomen in de discussies omtrent milieubescherming en klimaatverandering. Hij heeft daar verklaard dat het klimaat ook in Tokayo een belangrijk agendapunt zal blijven. Abe wil in Tokayo overleggen over de inspanningen die nodig zijn van de industrielanden om de doelstellingen van het Kyoto-protocol te realiseren. Daarnaast zal waarschijnlijk ook reeds overleg gepleegd worden over een nieuw kader, dat na 2012 als opvolger van het Kyoto-protocol moet dienen.

### Afrika
Japans minister-president Abe verklaarde in april 2007, na een vergadering met Italiaans Eerste Minister Romano Prodi (G8-gastheer in 2009), dat de twee staatsleiders gaan samenwerken aan bepaalde lange-termijn thema's, waaronder de problematiek rond Afrika. Er moet gewerkt worden aan hechte samenwerking en de nadruk in de discussies moet volgens Prodi ook verlegd worden van het klimaat en humanitaire kwesties, naar de economische aspecten van de toestand in Afrika. Hij denkt daarbij op de eerste plaats aan investeringen.

### Koerilen
Begin juni 2007 kondigde de Japanse minister van buitenlandse zaken aan dat tijdens de G8-top in Japan ook gesprekken gevoerd zullen worden over de Koerilen, een eilandengroep in de stille oceaan, gelegen ten noordoosten van Hokkaido. De bezetting van deze eilanden door de Russen is al lang een twistpunt tussen Rusland en Japan.